# Marina Aziabina
Marina Aziabina (Ízhevsk, República de Udmurtia, Rusia, 15 de junio de 1963) fue una atleta rusa, especializada en la prueba de 100 m vallas en la que llegó a ser subcampeona mundial en 1993.

## Carrera deportiva
En el Mundial de Stuttgart 1993 ganó la medalla de plata en los 100 metros vallas, con un tiempo de 12.60 segundos, llegando a la meta tras la estadounidense Gail Devers y por delante de otra estadounidense Lynda Tolbert-Goode (bronce).